# Eugene Bullard
Eugene Jacques Bullard (9 de outubro de 1895 – 12 de outubro de 1961), nascido Eugene James Bullard, foi o primeiro piloto militar afro-americano nascido nos Estados Unidos. Muito de sua vida é cercado por lendas. Ainda assim, Bullard, sem dúvidas, voou pela França durante a Primeira Guerra Mundial, sendo um dos poucos pilotos negros a voar neste conflito, junto com o piloto otomano Ahmet Ali Çelikten.

## Biografia

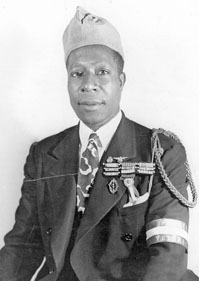
Bullard, já perto do fim da vida, com seu uniforme de veterano.

Nascido na Geórgia, no sul dos Estados Unidos, em outubro de 1895, Bullard vinha de uma família sem muitos prospectos financeiros. Por parte de pai, ele é descendente de escravos haitianos que fugiram da violenta revolução que assolou aquele país no final do século XVIII, enquanto que por parte de mãe ele é descendente de índios. Quando adolescente, fugiu para a Escócia. Pouco tempo depois, se assentou na França. Para ganhar a vida se tornou um boxeador e também era músico. Em outubro de 1914, com o início da Primeira Guerra Mundial, se alistou na Legião Estrangeira Francesa. Como operador de metralhadora, foi deslocado para o Somme em 1915 e depois lutou em Champagne. Também viu combate em Verdun, onde foi gravemente ferido. Quando se recuperou, ao fim de 1916, se voluntariou para o Exército do Ar Francês (Aéronautique Militaire). Recebendo treinamento em Châteauroux e Avord, ganhou sua licença de piloto do famoso Aéro-Club de France em maio de 1917. Como muitos americanos, ele queria se juntar a famosa Escadrille Americaine N.124 (a "Esquadrilha Lafayette"), mas não foi aceito devido a falta de vagas. Mas pouco tempo foi alistado no Corpo Aéreo Lafayette. Em agosto de 1917, se juntou a esquadrilha SPA 93 e depois foi transferido para o SPA 85. Como aviador, ele participou de mais de 20 expedições militares e foi creditado com a derrubada de pelo menos dois aviões alemães, embora autoridades francesas não confirmem isso. Quando os Estados Unidos oficialmente entraram na guerra, Eugene Bullard tentou entrar no Serviço Aéreo do Exército dos Estados Unidos mas não conseguiu pois não aceitavam pilotos negros. Bullard continuou no serviço ativo até outubro de 1919, quando foi dispensado pelos franceses com honras. Ele então retornou para Paris onde voltou a trabalhar como músico. Ele se casou com Marcelle Straumann em 1923 (se divorciando em 1935), tendo duas filhas com ela (Jacqueline e Lolita). Bullard ficou famoso no seu clube de Jazz, fazendo amizade com celebridades como Josephine Baker, Louis Armstrong, Langston Hughes e Charles Nungesser.
No começo da Segunda Guerra Mundial, quando os alemães lançaram sua invasão da França, Bullard se voluntariou no 51º Regimento de Infantaria e participou da defesa de Orleães. Ferido em combate, ele foi levado para a Espanha e, em junho de 1940, retornou para os Estados Unidos. Num hospital em Nova Iorque, não conseguiu se recuperar completamente dos seus ferimentos. No seu país natal também não tinha a mesma fama que tinha na França, agora tendo que lidar com racismo frequentemente. Ao tentar retornar para Paris, em 1945, descobriu que seu clube havia sido destruído. Com uma pensão do governo francês, pode comprar um apartamento no Harlem, em Nova Iorque.
Em 1949, durante um concerto musical na cidade de Peekskill, organizado por Paul Robeson, uma revolta começou quando várias pessoas negras que atendiam o evento foram atacadas por uma multidão de brancos (que também incluiam policiais). Bullard foi ferido seriamente. Ninguém foi punido pelo ocorrido, mesmo quando imagens que mostravam ele sendo espancado por dois policiais foram divulgadas.
Em 1954, ele foi convidado pelo governo da França a um evento no Túmulo do soldado desconhecido da cidade de Paris. Em 1959, foi feito Chevalier (cavaleiro) e recebeu a medalha Légion d'Honneur das mãos do general Charles de Gaulle. De volta aos Estados Unidos, ele passou seus últimos anos na obscuridade, falecendo de câncer de estômago, em 12 de outubro de 1961, aos 66 anos de idade.
Posteriormente foi agraciado com várias honrarias por parte dos governos francês e americano.